# Kirchheim in Schwaben
Kirchheim in Schwaben, Kirchheim i. Schw. – gmina targowa w Niemczech, w kraju związkowym Bawaria, w rejencji Szwabia, w regionie Donau-Iller, w powiecie Unterallgäu, siedziba wspólnoty administracyjnej Kirchheim in Schwaben. Leży w Szwabii, częściowo w Parku Natury Augsburg – Westliche Wälder, około 15 km na północ od Mindelheimu, nad rzeką Mendel.

## Polityka
Wójtem gminy jest Hermann Lochbronner, rada gminy składa się z 14 osób.
|      | ÜWV | FWV Derndorf-Tiefenried-Spöck | FBWV Hasberg | Razem |
| 2008 | 8   | 4                             | 2            | 14    |
| 2002 | 7   | 4                             | 3            | 14    |